# Чоп (локомотивне депо)
Локомоти́вне депо́ «Чоп» (ТЧ-10) — оборотне локомотивне депо, структурний підрозділ служби локомотивного господарства об'єднання «Львівська залізниця». 
Розташоване на однойменній станції, здійснює ремонт та технічний огляд тепловозів.
Є оборотним депо, приписаним до ТЧ-9 Мукачеве. До 2011 року було основним.

## Локомотивне господарство
Приписаних до депо локомотивних одиниць наразі немає. Тепловози М62, ЧМЕ3 та дизель-поїзди Д1 передані до депо «Мукачеве» або «Королево».
Має поворотне коло, пункт технічного обслуговування локомотивів.